# Wallhausen (bei Bad Kreuznach)

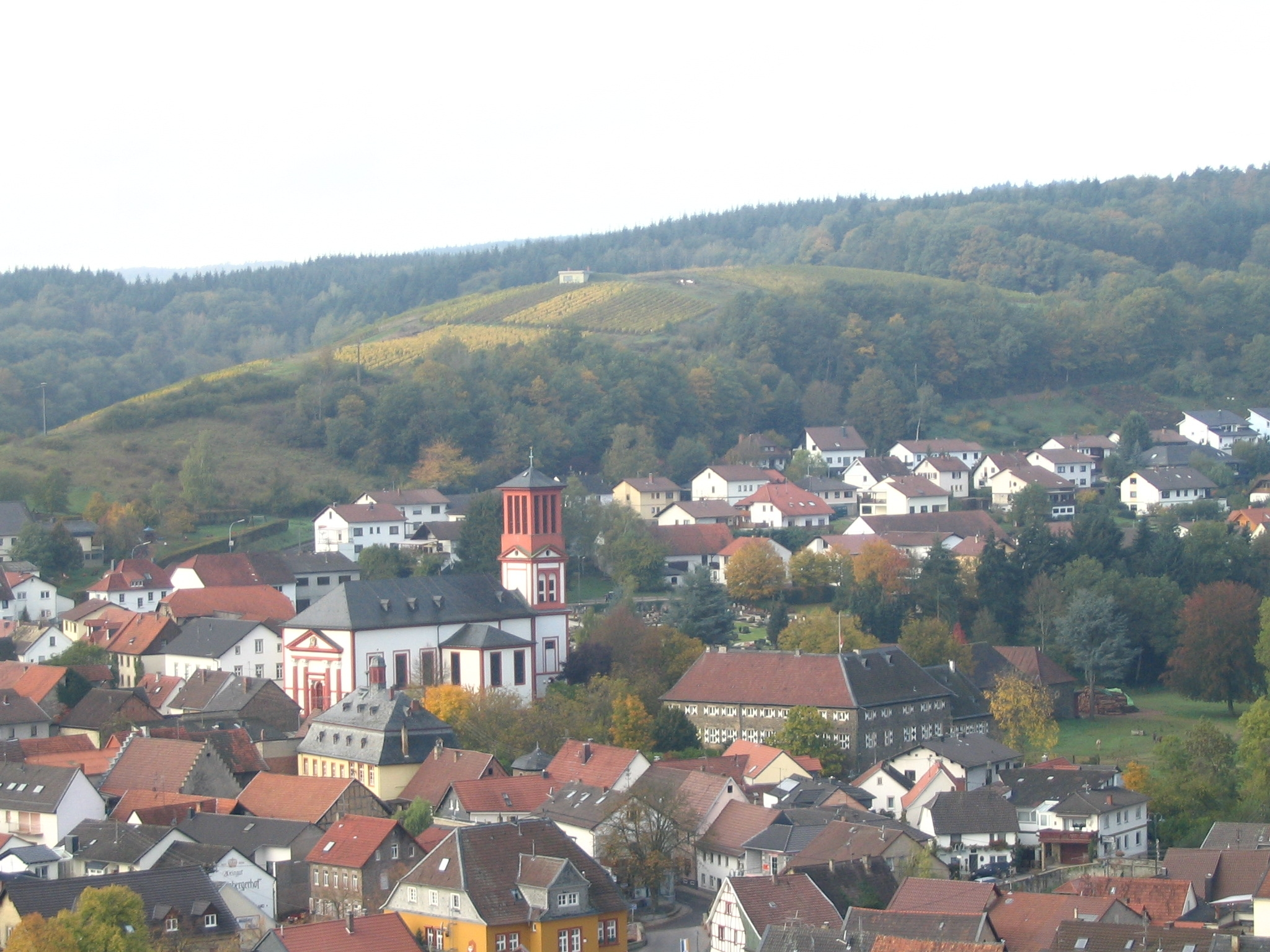
Ortszentrum

Wallhausen ist eine Ortsgemeinde im Landkreis Bad Kreuznach in Rheinland-Pfalz. Sie gehört der Verbandsgemeinde Rüdesheim an.

## Geographie
Wallhausen liegt am Südrand des Hunsrücks, schon in der Naheregion. Der Gräfenbach fließt durch den Ort. 36,9 Prozent der Gemarkungsfläche sind bewaldet, 45,3 Prozent werden landwirtschaftlich genutzt.(Stand 2012).
Zu Wallhausen gehört auch der Wohnplatz Wiesenmühle.

## Geschichte
Die älteste erhaltene Erwähnung von Wallhausen stammt von 1195. Der Ort gehörte zur Herrschaft Dalberg. Diese hatte zunächst die adelige Familie von Weyerbach als Lehen des Bischofs von Speyer inne. Noch im 14. Jahrhundert starb die Familie aus und wurde von der Familie der Kämmerer von Worms, später von Dalberg, beerbt. 1390 oder 1400 befand sich die Herrschaft Dalberg endgültig im Besitz der neuen Herren.
Eine Kirche wurde am 21. Februar 1219 in Wallhausen erwähnt. Zur Pfarrei von Wallhausen gehörten die Filialen in Dalberg und in Sommerloch. Eberhard I. Kämmerer von Worms war einer der wenigen aus der Familie der Kämmerer von Worms, der lutherisch wurde. Da ihm sein Vetter, Wolfgang V., die Besetzung der Pfarrstelle in Wallhausen übertragen hatte, präsentierte er dort am 16. Februar 1549 den ersten evangelischen Pfarrer. Ab 1624 aber war der Ort wieder römisch-katholisch. Im Dreißigjährigen Krieg kam es auch in Wallhausen zu erheblichen Schäden, besonders in den Jahren 1620 und 1621.
Mit der Reformation wurde auch das Schulwesen ausgebaut. 1560 wurde im Ort ein Schulhaus errichtet und nach dem Dreißigjährigen Krieg die Schulpflicht eingeführt. Ein Schullehrer in Wallhausen wird auch in einem Bericht über eine Kirchenvisitation 1790 erwähnt. Sein Jahresgehalt betrug 15 Malter Korn und 30 Gulden.
In Wallhausen wurde um 1560/1565 das Schloss Wallhausen als Wohnsitz eines Zweiges der Familie Dalberg errichtet, das sich nach deren Aussterben im Mannesstamm 1940 heute im Besitz der Prinzen zu Salm-Salm befindet. Diese sind für Wallhausen Mitglied der Rheinischen Ritterschaft.
Im 17. Jahrhundert war Wallhausen mehrfach vom Krieg betroffen. Im Zuge des Holländischen Kriegs, in den auch die Kurpfalz und Frankreich verstrickt waren, wurde Wallhausen 1676 von französischem Militär niedergebrannt.
Die heutige, dem hl. Laurentius geweihte Pfarrkirche, wurde 1792 erbaut.
Der Bahnhof von Wallhausen war von 1895 bis 1936 Endpunkt der schmalspurigen Bahnstrecke Bad Kreuznach–Wallhausen. Omnibusse und ein Lastkraftwagen lösten deren Verkehr ab.
Bevölkerungsentwicklung
Die Entwicklung der Einwohnerzahl von Wallhausen, die Werte von 1871 bis 1987 beruhen auf Volkszählungen:
| Jahr | Einwohner |
| ---- | --------- |
| 1815 | 821       |
| 1835 | 1.057     |
| 1871 | 1.301     |
| 1905 | 1.308     |
| 1939 | 1.277     |
| 1950 | 1.495     |
| 1961 | 1.504     |

| Jahr | Einwohner |
| ---- | --------- |
| 1970 | 1.647     |
| 1987 | 1.584     |
| 1997 | 1.661     |
| 2005 | 1.601     |
| 2011 | 1.592     |
| 2017 | 1.511     |
| 2023 | 1.566     |

## Politik

### Gemeinderat
Der Gemeinderat in Wallhausen besteht aus 16 Ratsmitgliedern, die bei der Kommunalwahl am 9. Juni 2024 in einer personalisierten Verhältniswahl gewählt wurden, und dem ehrenamtlichen Ortsbürgermeister als Vorsitzendem.
Die Sitzverteilung im Gemeinderat:
| Wahl | CDU | FBL | Gesamt   |
| ---- | --- | --- | -------- |
| 2024 | 10  | 6   | 16 Sitze |
| 2019 | 10  | 6   | 16 Sitze |
| 2014 | 11  | 5   | 16 Sitze |
| 2009 | 10  | 6   | 16 Sitze |
| 2004 | 10  | 6   | 16 Sitze |

- FBL = Freie Bürgerliste Wallhausen e. V.

### Bürgermeister
Christoph Jäckel (CDU) wurde am 3. Juli 2024 Ortsbürgermeister von Wallhausen. Bei der Direktwahl am 9. Juni 2024 war er als einziger Bewerber mit einem Stimmenanteil von 91,1 % gewählt worden.
Jäckels Vorgänger Franz-Josef Jost (CDU) hatte das Amt 20 Jahre ausgeübt und bei der Wahl 2024 nicht erneut kandidiert.

## Kultur und Sehenswürdigkeiten
Die katholische Kirche St. Laurentius stammt aus dem Jahr 1794.

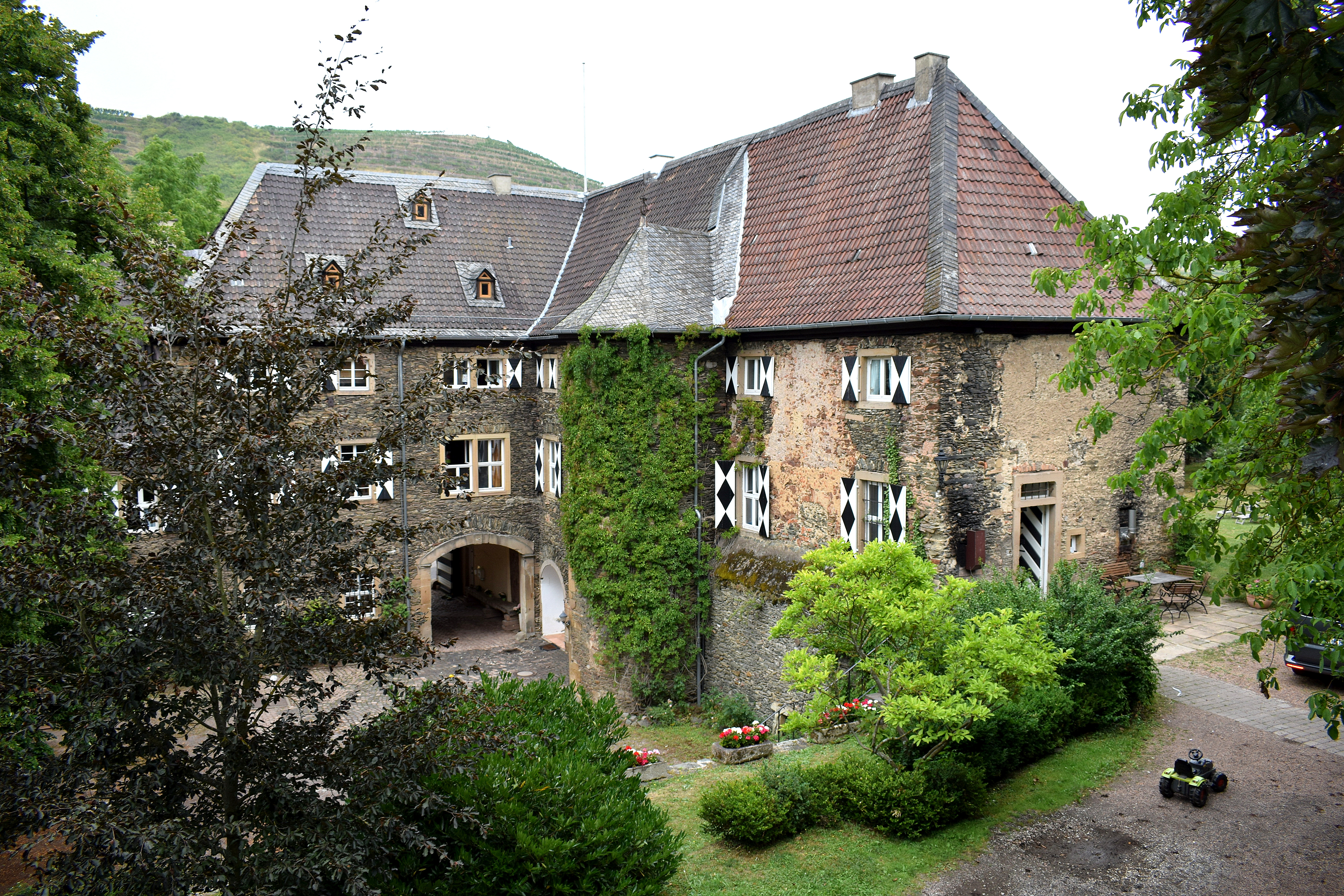
Schloss Wallhausen

Das Schloss Wallhausen ist Sitz des Weinguts Prinz Salm, des ältesten deutschen Weinguts, das ununterbrochen im Familienbesitz ist.

## Weinbau
Wallhausen ist erheblich geprägt vom Weinbau und mit 226 Hektar bestockter Rebfläche (Stand 2007) nach Bad Kreuznach und Guldental die drittgrößte Weinbaugemeinde der Nahe.

## Persönlichkeiten
- Johann Jacobi von Wallhausen (um 1580–1627), Militärschriftsteller
- August Wilhelm Schynse (1857–1891), Pater
- Josef Knichel (1889–1955), Pfarrer, KZ-Häftling in Dachau
- Franz-Karl Prinz zu Salm und Salm-Salm (1917–2011), Schloss Wallhausen
- Frédéric Prinz von Anhalt (* 1943), Geschäftsmann
- Michael Prinz zu Salm-Salm (* 1953), Unternehmer
- Philipp Mittwich (1887–1969), Gewerkschafter und Politiker; Mitgründer des DGB